# Oceana
Oceana, monotipski rod vodenog bilja (morskih trava) iz porodice Cymodoceaceae, dio reda žabočunolike. Jedina vrsta je rizomski hidrogeofit, O. serrulata, rasprostranjen od Crvenog mora do Madagaskara, uz obale tropske Azije i zapadnog Pacifika

## Sinonimi
- Cymodocea acaulis Peter
- Cymodocea asiatica Makino
- Cymodocea serrulata (R.Br.) Asch. & Magnus
- Phucagrostis serrulata (R.Br.) Kuntze
- Caulinia serrulata R.Br.
- Thalassia reptans Sol. ex Graebn.
- Kernera serrulata (R.Br.) Schult. & Schult.f.
- Posidonia serrulata (R.Br.) Spreng.
- Zostera serrulata (R.Br.) Targ.Tozz.

## Vanjske poveznice
- AlgaeBase
- WFO